# Секереша
Секереша (рум. Sechereșa) — село у повіті Сату-Маре в Румунії. Входить до складу комуни Супур.
Село розташоване на відстані 423 км на північний захід від Бухареста, 39 км на південь від Сату-Маре, 99 км на північний захід від Клуж-Напоки.

## Населення
За даними перепису населення 2002 року у селі проживали 87 осіб.
Національний склад населення села:
| Національність | Кількість осіб | Відсоток |
| -------------- | -------------- | -------- |
| угорці         | 76             | 87,4%    |
| румуни         | 11             | 12,6%    |

Рідною мовою назвали:
| Мова      | Кількість осіб | Відсоток |
| --------- | -------------- | -------- |
| угорська  | 76             | 87,4%    |
| румунська | 11             | 12,6%    |